# Journée à la maison
| Recensione | Giudizio |
| ---------- | -------- |
| AllMusic   |          |

Journée à la maison (intitolato anche A Home Coming e Un Dewezh 'Barzh 'Gêr) è un album di Alan Stivell, pubblicato dalla Keltia III Records nel 1978. Il disco fu registrato allo Studio Aquarium/Geneix di Parigi, Francia.

## Tracce
Lato A
1. Trinquons nos verres (Let's Clink Glasses) – 4:18 (Brano tradizionale (bretone), arrangiamenti di Alan Stivell)
2. Ar Wezenn awaloù (The Apple Tree) – 4:31 (Brano tradizionale (bretone), arrangiamenti di Alan Stivell)
3. Henchoù kuzh (Invisible Paths) – 2:45 (Alan Stivell)
4. Tabud Kemper (Session in Quimper) – 3:12 (Brano tradizionale (bretone), arrangiamenti di Alan Stivell)
5. Warlec'h koan (After Diner) – 2:35 (Alan Stivell)

Lato B
1. An try marrak (The Three Knights) – 5:48 (Brano tradizionale, arrangiamenti di Alan Stivell)
2. 'Tal an tan (In Front of the Fire-Place) – 5:20 (Alan Stivell)
3. An nighean dubh (The Black-Haired Maiden) – 3:10 (Brano tradizionale (scozzese), arrangiamenti di Alan Stivell)
4. Slán Chearbhallain (The O'Caralan Farewell) – 1:13 (Brano tradizionale (irlandese), arrangiamenti di Alan Stivell)
5. Inisi hanternos (Midnight Northern Islands) – 3:09 (Alan Stivell)

Edizione CD del 1987, pubblicato dalla Rounder Records
1. Let's Clink Glasses – 4:18 (Brano tradizionale)
2. The Apple Tree – 4:31 (Brano tradizionale)
3. Hidden Ways – 2:45 (Alan Stivell)
4. Wrath in Quimper – 3:12 (Brano tradizionale)
5. After Dinner – 2:35 (Alan Stivell)
6. The Three Nights – 5:48 (Brano tradizionale)
7. In Front of the Hearth – 5:20 (Alan Stivell)
8. The Black-Haired Maiden – 3:10 (Brano tradizionale)
9. O'Carolan's Farewell – 1:13 (Brano tradizionale)
10. North of Midnight Islands – 3:09 (Alan Stivell)

## Musicisti
- Alan Stivell - voce, arpa celtica, cornamusa scozzese, bombarda, flauto irlandese, arrangiamenti
- Yann-Jasek Hassold - voce
- Mark Perru - chitarra acustica
- Jean-Claude Oliver - sitar
- Claude Nicault - accordion
- Chris Hayward - flauti, percussioni
- Herve Derrien - violoncello
- Mikael Ar Vali - basso
- Michel - tampura